# Tłocznia gazu
Tłocznia gazu – zespół urządzeń do sprężania, regulacji i bezpieczeństwa wraz z instalacjami zasilającymi i pomocniczymi, spełniający oddzielnie lub równocześnie funkcje: przetłaczania gazu ziemnego, podwyższania ciśnienia gazu ziemnego ze złóż i magazynów gazu oraz zatłaczania gazu ziemnego do tych magazynów